# International Flavors and Fragrances
International Flavors and Fragrances (IFF) is een van de grootste producenten van geur- en smaakstoffen ter wereld. 

## Activiteiten
IFF maakt zowel aromachemicaliën als natuurlijke geur- en smaakstoffen. De producten van IFF worden onder meer toegepast in levensmiddelen, dranken, parfums en wasmiddelen.
In 2024 was de omzet US$ 11,5 miljard. De Verenigde Staten is de grootste afzetmarkt met een omzetaandeel van bijna 30%. Het bedrijf telde wereldwijd 21.500 medewerkers. Het telde in totaal 180 fabrieken en andere vestigingen verdeeld over 15 landen. In Nederland heeft het bedrijf een verkoopkantoor en ontwikkelingslaboratorium in Hilversum, een onderzoekscentrum in Leiden en een productielocatie in Tilburg. Op jaarbasis wordt zo'n 5% van de omzet gespendeerd aan R&D.
Grote concurrenten van IFF zijn Givaudan, DSM-Firmenich en Symrise.

### Resultaten
| Jaar | Omzet           | Bedrijfs- resultaat | Netto- resultaat | Werknemers |
| Jaar | (× US$ miljoen) | (× US$ miljoen)     | (× US$ miljoen)  | Werknemers |
| ---- | --------------- | ------------------- | ---------------- | ---------- |
| 2010 | 2623            |                     | 264              | 5500       |
| 2015 | 3023            | 588                 | 419              | 6700       |
| 2020 | 5084            | 566                 | 363              | 13.700     |
| 2021 | 11.656          | 585                 | 270              | 24000      |
| 2022 | 12.440          | −1326               | −1871            | 24.000     |
| 2023 | 11.479          | −2110               | −2567            | 21.500     |
| 2024 | 11.484          | 766                 | 243              |            |

## Geschiedenis
IFF ontstond in 1958 uit een fusie van het Nederlandse bedrijf Polak & Schwarz uit Zutphen, later Zaandam, en het Nederland-Amerikaanse van Ameringen-Haebler. Polak & Schwarz is in 1889 opgericht door de Nederlands-Joodse Leopold Schwarz en zijn zwager Joseph Polak. In 1929 was van Ameringen-Haebler van eveneens Nederlands-Joodse Arnold Louis (A. L.) van Ameringen (genaturaliseerde Amerikaan) uit Rotterdam en de Amerikaan William T. Haebler het resultaat van een fusie. IFF kreeg in 1964 een notering aan de New York Stock Exchange. De aandelen maken deel uit van de S&P 500 index.
Op 7 mei 2018 maakte IFF bekend Frutarom over te nemen voor US$ 7,1 miljard in geld en aandelen. Frutarom heeft vergelijkbare activiteiten en heeft het hoofdkantoor in Israël. De nieuwe combinatie kreeg daarmee jaaromzet van US$ 5,3 miljard in 2018. De transactie werd op 4 oktober 2018 afgerond.
Op 1 februari 2021 werd de fusie van IFF en DuPont Nutrition and Biosciences divisie gerealiseerd. DuPont's N&B is actief op het gebied van probioticums, enzymen en maakt producten om de houdbaarheid van voedsel te verlengen. Door de combinatie verdubbelde de omzet van IFF naar ruim US$ 11 miljard op jaarbasis.
In 2022 leed IFF een fors verlies, dit werd vooral veroorzaakt door een buitengewone afschrijving op goodwill van US$ 2,25 miljard. In 2023 werd wederom een groot bedrag op de goodwill afgeschreven waardoor IFF wederom een fors verlies rapporteerde.
In 2023 werd de verkoop aangekondigd van Lucas Meyer Cosmetics (LMC) aan Clariant. Met deze overname breidt Clariant het productaanbod uit voor cosmetica en andere persoonlijke verzorgingsproducten. LMC behaalde een jaaromzet van ongeveer US$ 100 miljoen en de overnamesom was US$ 0,8 miljard. Op 2 april 2024 werd deze transactie afgerond.
In oktober 2024 verkocht IFF de fabriek in Walsrode, Duitsland, aan het Tsjechische defensiebedrijf CSG. De fabriek maakt industriële cellulosenitraat, dat gebruikt wordt in de verf- en inktindustrie en cosmetica. Er werken ongeveer 350 mensen. CSG zal de focus verleggen naar grondstoffen voor defensiedoeleinden.